# Cecília Renata de Áustria
Cecília Renata de Áustria (em alemão: Cäcilia Renata; polaco: Cecylia Renata; Graz, 16 de julho de 1611 – Vilnius, 24 de março de 1644) foi a esposa do rei Ladislau IV Vasa e Rainha Consorte da Polônia de 1637 até sua morte.